# Ергач (Ергачинское сельское поселение)
Ергач — посёлок станции в Пермском крае России. 
Входит в Кунгурский район в рамках административно-территориального устройства и в Кунгурский муниципальный округ в рамках организации местного самоуправления.

## География
Посёлок находится в центральной части Кунгурского района на правом берегу реки Бабка примерно в 12 километрах от Кунгура по прямой на запад-северо-запад.

## Климат
Климат умеренно-континентальный с продолжительной снежной зимой и коротким, умеренно-тёплым летом. Средняя температура июля составляет +17,8 0С, января −15,6 0С. Среднегодовая температура воздуха составляет +1,3 °С. Средняя продолжительность периода с отрицательными температурами составляет 168 дней и продолжительность безморозного периода 113 дней. Среднее годовое количество осадков составляет 539 мм.

## История
Поселок основан в 1909 году при железнодорожной станции линии Пермь — Екатеринбург, назван по близлежащей деревне. В посёлке изначально развивалось гипсовое производство. В 1907 году был основан первый алебастровый завод. Новый алебастровый завод построен в 1926 году. В 1944 году был основан Ергачинский гипсовый завод (он же гипсовый комбинат им. Калинина). В 1963 году на его базе создан Кунгурский завод нерудных строительных материалов (позднее Ергачинский гипсовый комбинат). 
До 2004 года посёлок станции был центром Ергачинского сельсовета, а с 2004 до 2020 гг. — центром Ергачинского сельского поселения Кунгурского муниципального района.

## Население
Постоянное население составляло 522 человека в 2002 году (97 % русские), 490 человек в 2010 году.

## Инфраструктура
ЗАО «Пермские семена», строительное предприятие ОАО «Ергач», участок Кунгурских электросетей, столовая, отделение связи, отделение Кунгурской больницы, аптека, средняя школа и детский сад.